# Prágai Nemzeti Műszaki Múzeum
A Prágai Nemzeti Műszaki Múzeum (csehül: Národní technické muzeum v Praze) Csehország legnagyobb technikatörténeti múzeuma Prága 7. kerületében (Kostelní 42, 170 78).
Az 1908-ban alapított és (2014-ben) 13 000 m² területet elfoglaló múzeum  gyűjteményében egyebek közt 250 ezer könyv és több mint 100 vasúti jármű is szerepel. Nyolc állandó és rendszerint több időszaki kiállítása látogatható.
A csillagászati állandó kiállítás legrégebbi darabja egy közel 5000 éve Argentínában lehullott meteorit darabja. A csillagászat történetének bemutatásában kiemelt helyet kap a 16-17. században, II. Rudolf udvarában tevékenykedett Tycho Brahe és Johannes Kepler munkássága. Ugyancsak láthatók a 18. századi csillagászok, térképészek, földmérők, navigátorok mérőeszközei, földgömbjei, napórái. A tárgyak működésének alapelveit és a legújabb csillagászati eredményeket interaktív bemutatókból ismerhetjük meg.

## Látogatása
Keddtől vasárnapig 10:00 – 18:00 között tart nyitva. A normál, felnőtt belépőjegy 250 koronába kerül (2021-ben).

## Képek

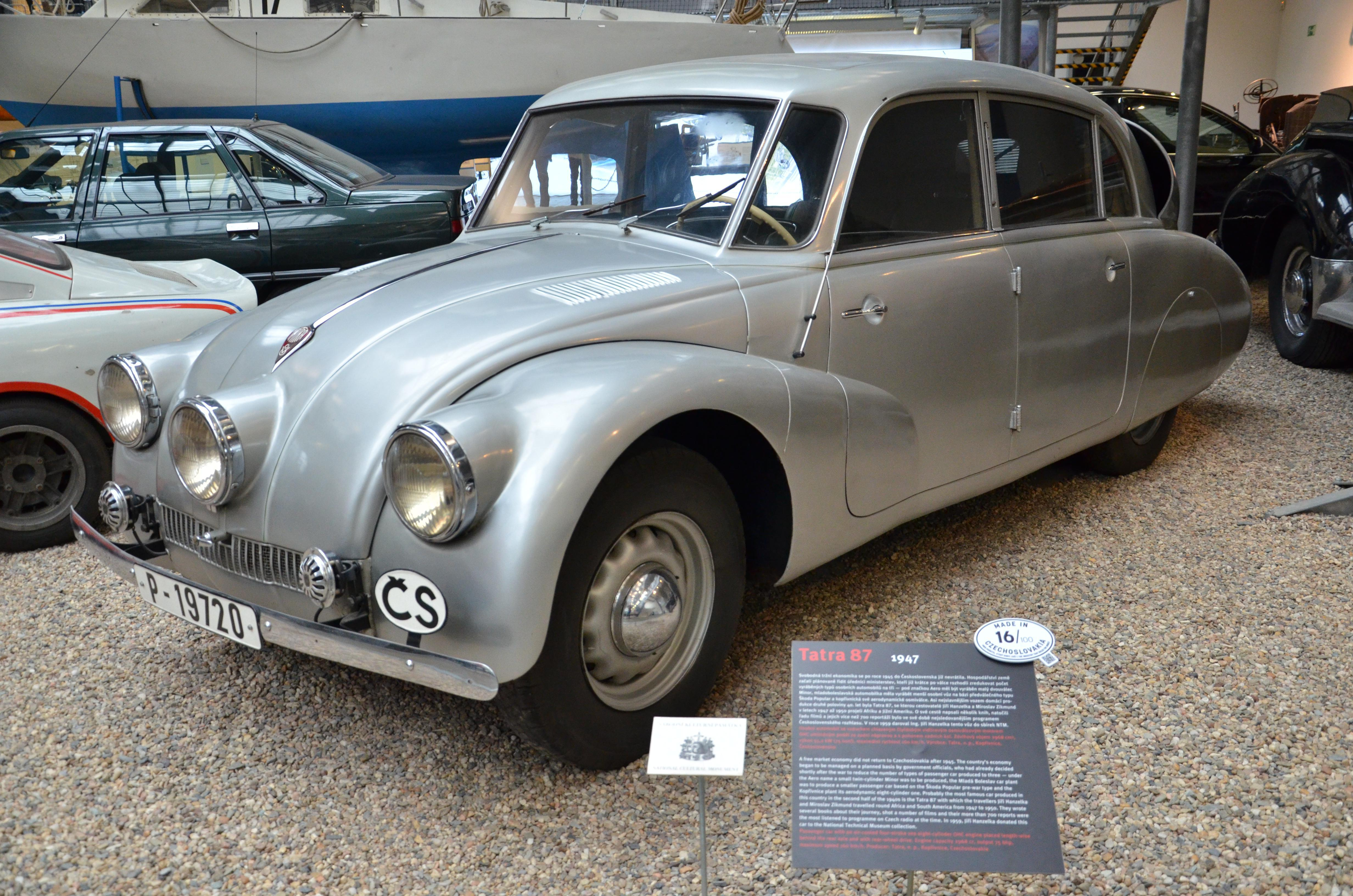
Hanzelka és Zikmund Tatra87-ese
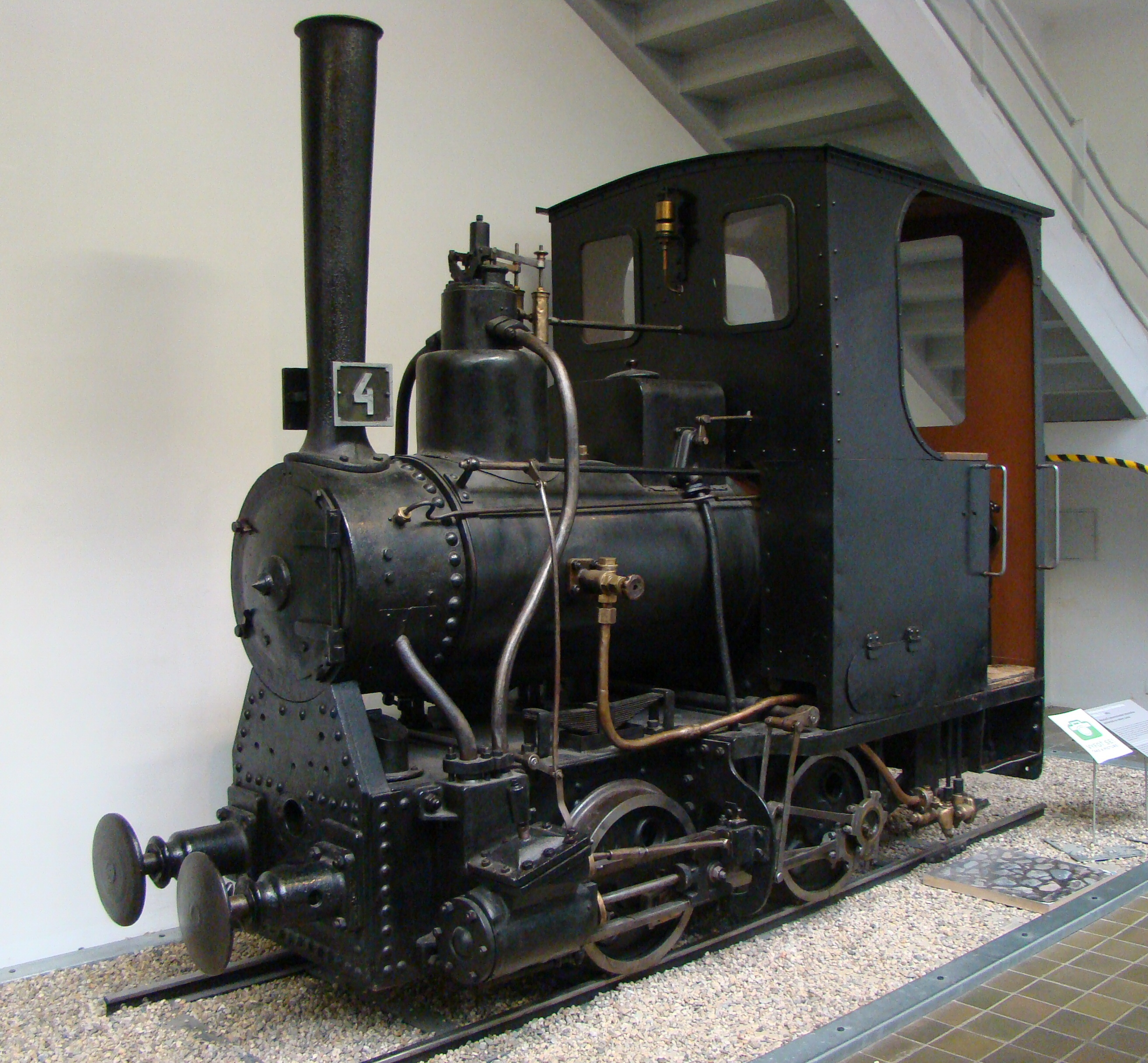
XIVe sorozatú iparvasúti mozdony, Krauss, München, 1884, 800 mm-es nyomtávolság
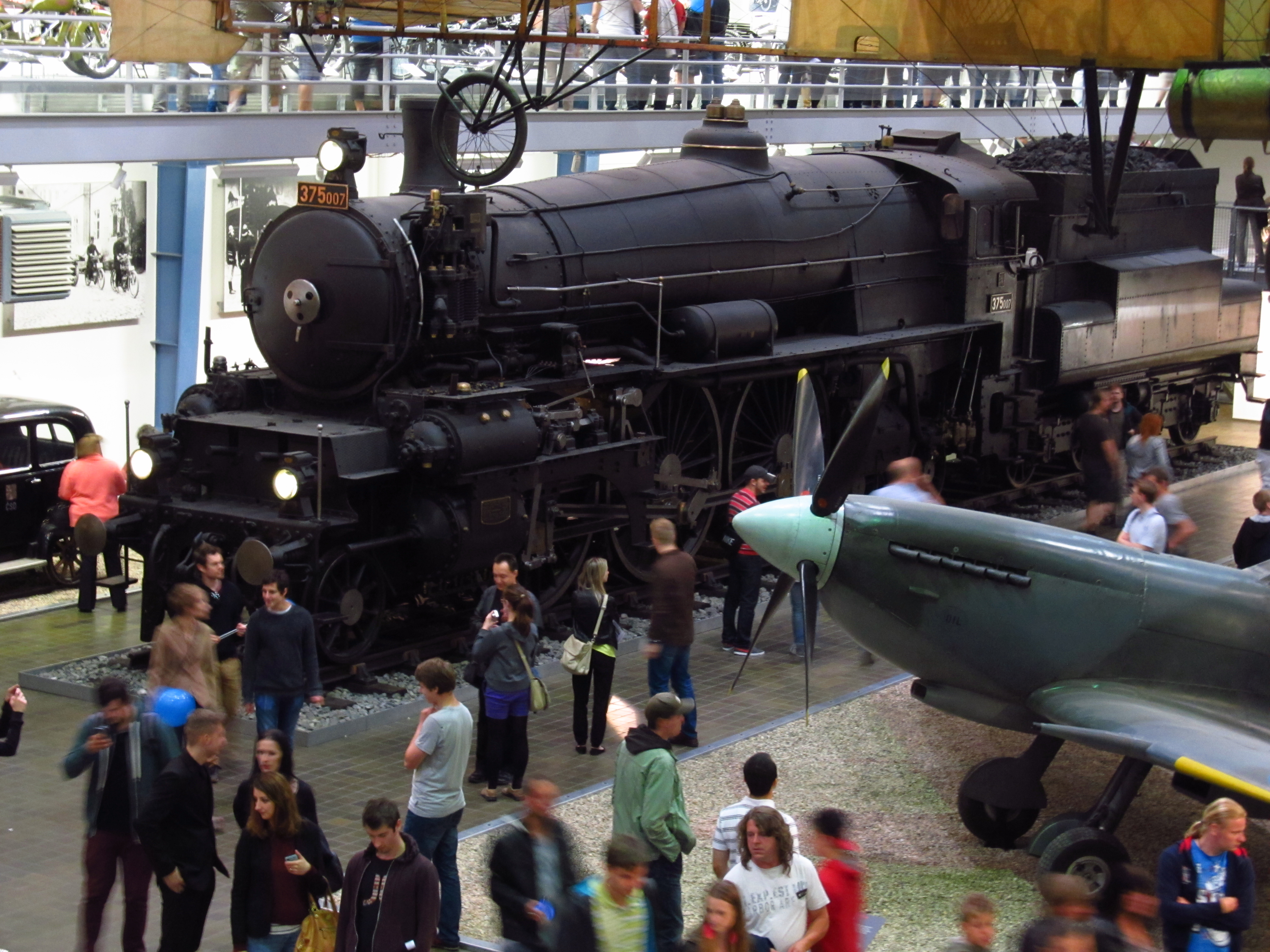
ČSD 375.0 sorozatú gőzmozdony
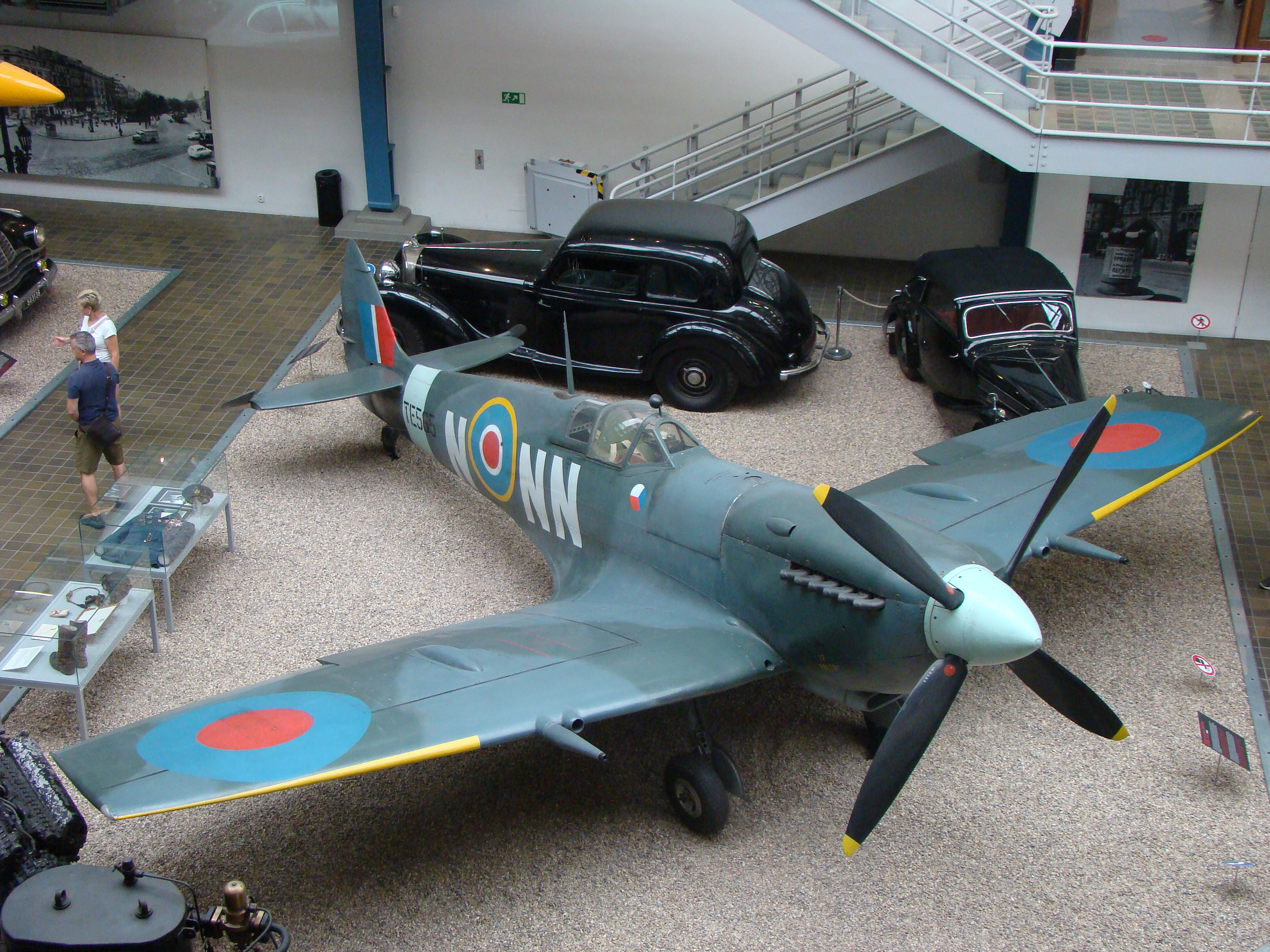
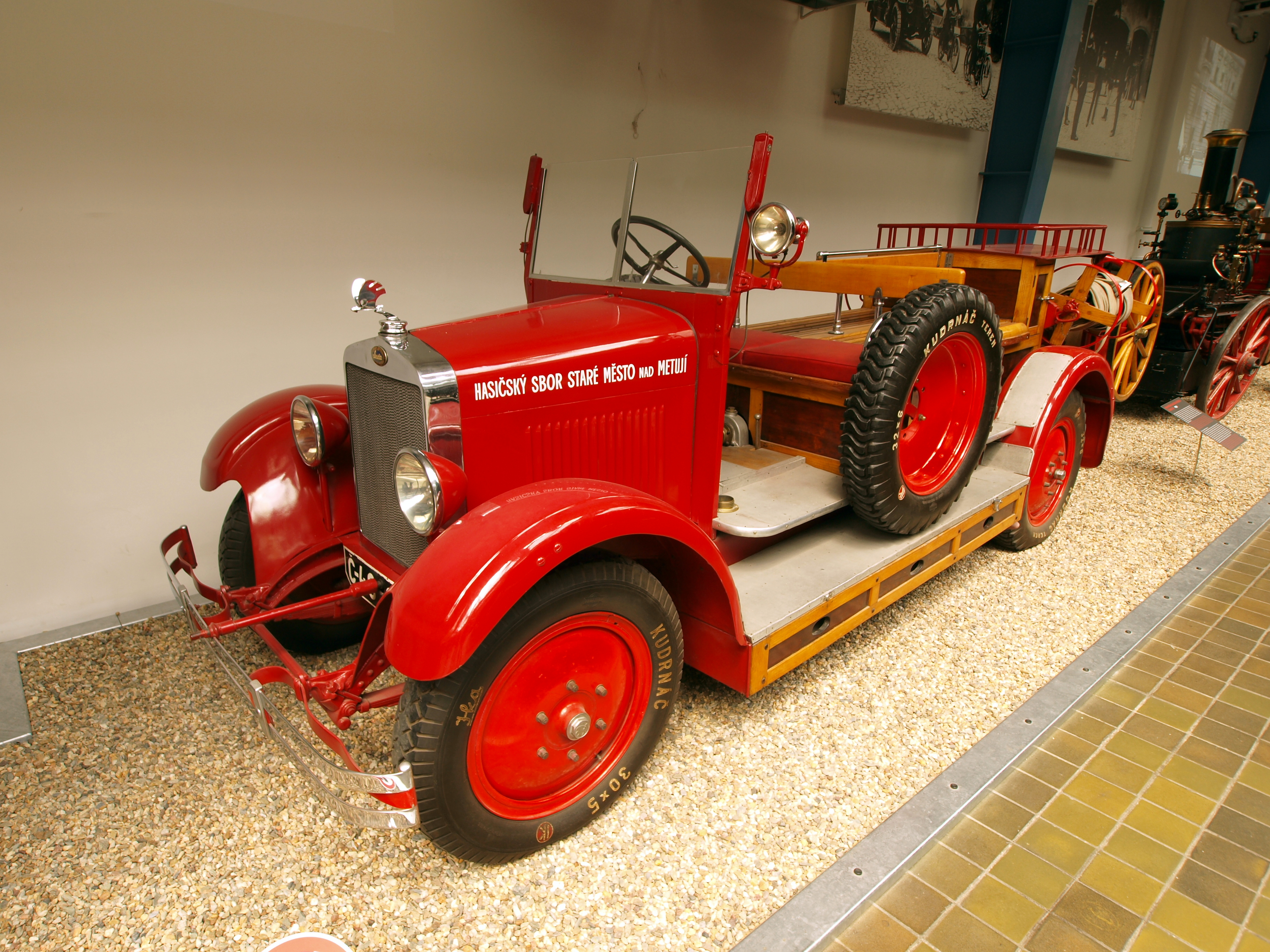
Škoda 154 tűzoltó
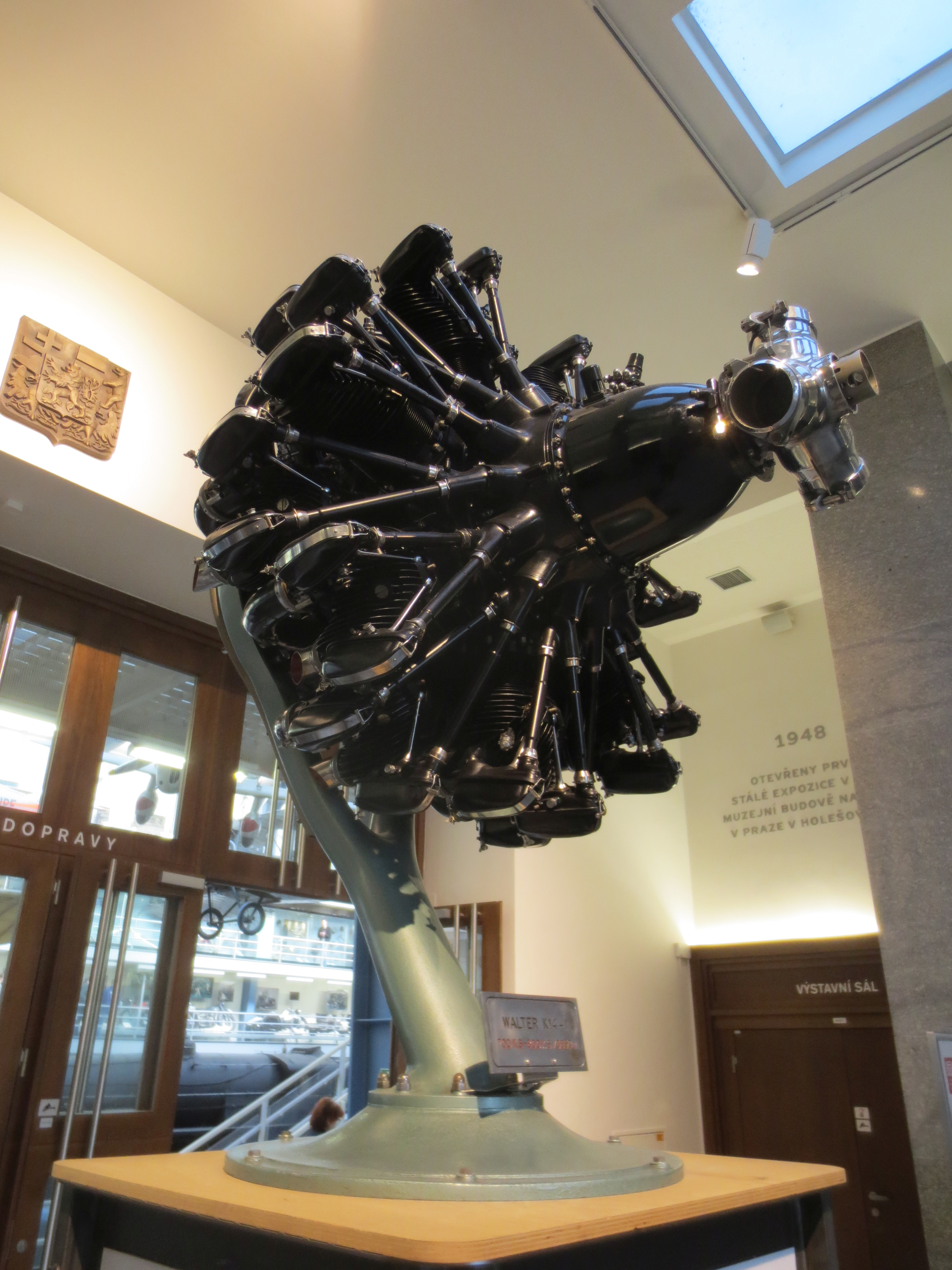
Walter Mistral K 14-I repülőgépmotor
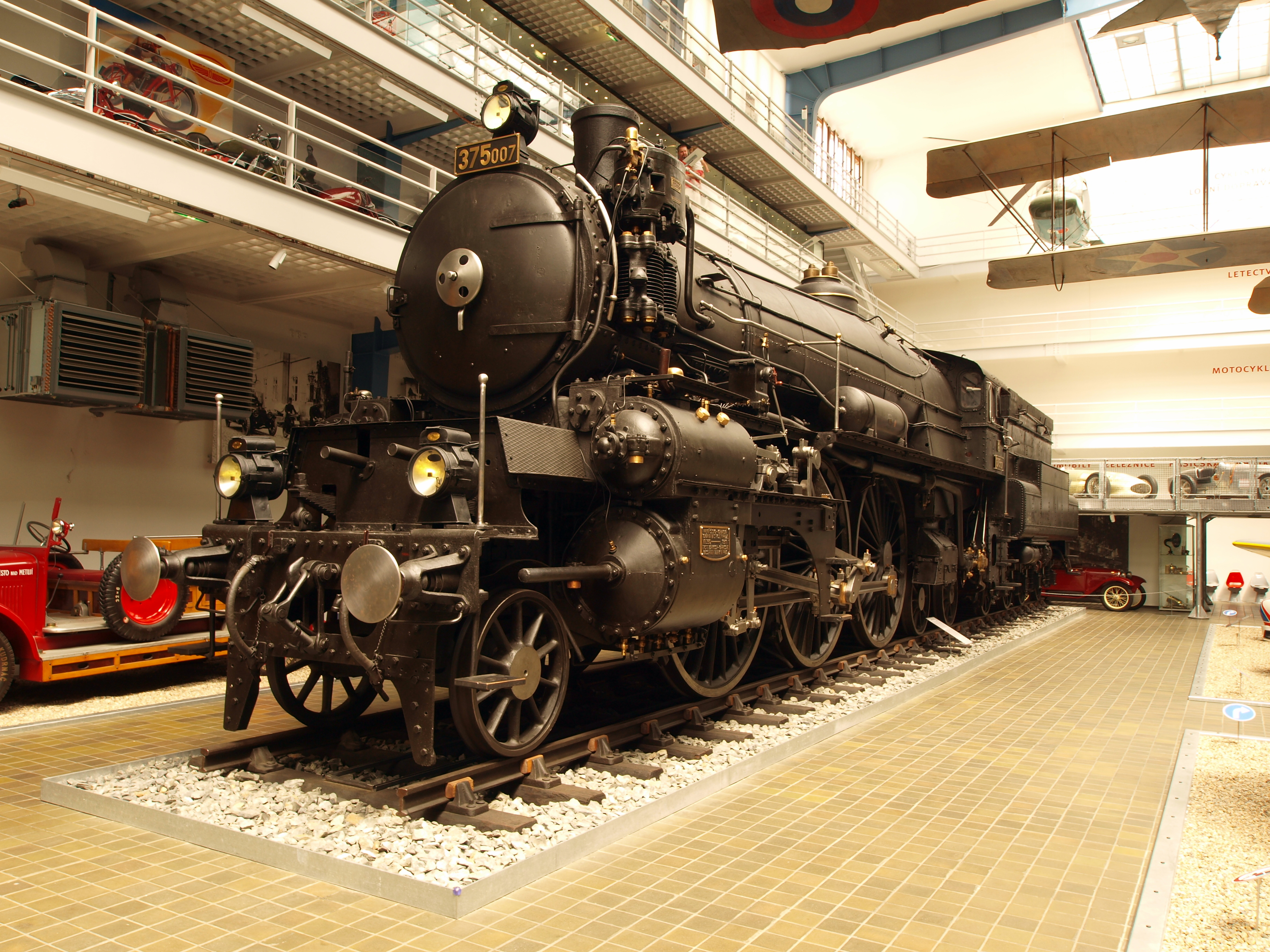
ČSD 387.0 sorozatú gyorsvonati gőzmozdony